# Јована Марјановић
Јована Марјановић (Нови Сад, 1987) представљала је своју земљу (која је тада била Србија и Црна Гора) на избору за мис Земље 2005, одржаном у Кезон Ситију, дана 23. октобра 2005. крунисана је за Miss Earth-Fire као 3. пратиља.
Јована је дипломирани економиста, осим светских успеха, понела је титуле Мис Новог Сада и Мис Војводине.
Основала је свој бренд купаћим костима Miss Fire Swimsuits. 